# Magnus Broka
Magnus Broka, teilweise auch Magnus Broka Knutsson (* um 1190; † nach 1230) stammt aus dem Bjälbo-Geschlecht und war Sohn von Jarl Knut Birgersson.

## Familie
Es ist ungeklärt, mit wem er verheiratet war. Nach Meinung des schwedischen Historikers Dick Harrissons möglicherweise mit Sigrid Knutsdotter. Eine Quelle gibt an, seine Frau sei eine Tochter von Erik Knutsson, Katharina von Schweden, die er zwischen 1225 und 1230 ehelichte. Belegt ist, dass er einen Sohn mit Namen Knut Magnusson hatte, der laut der norwegischen Håkonssaga Thronanwärter auf den schwedischen Thron nach Erik Erikssons Tod 1250 war.